# María Rosa de Madariaga
María Rosa de Madariaga Álvarez-Prida (Madrid, 9 de febrero de 1937-Madrid, 29 de junio de 2022) fue una historiadora y traductora española, especializada en el estudio de las relaciones entre Marruecos y España y el periodo del Protectorado.

## Biografía
De 1947 a 1955 cursó los estudios de bachillerato (sección letras) en el Liceo Francés de Madrid. En 1960 se graduó en Filosofía y Letras (rama de Filología Románica) en la Universidad de Madrid. Realizó los cursos de doctorado en la Universidad Complutense de Madrid. En 1965 fue cofundadora de la Editorial Ciencia Nueva, donde trabajó hasta 1966. Realizó cursos en Brujas y dio clases en la Universidad de Londres.
En 1966 solicitó una beca del gobierno francés para proseguir estudios predoctorales en la Universidad de la Sorbona junto al historiador francés Pierre Vilar. En el Instituto de Lenguas y Civilizaciones Orientales de la Universidad de París III obtuvo en 1973 un diploma de árabe literal y en 1980 un Diploma Superior de Lengua y Civilización Árabes.
De 1976 a 1983 trabajó como traductora en diversas organizaciones de las Naciones Unidas. Y en 1983 comenzó a colaborar en el Departamento de Traducción de la UNESCO como funcionaria internacional. En 1992 fue trasladada al Sector de Cultura de la UNESCO, donde coordinó diversas actividades.
En el año 1988 defendió su tesis doctoral, en la Universidad de París I (Panthéon- Sorbona), bajo la dirección del profesor Pierre Vilar. Su tema de investigación fue la historia sobre las relaciones hispano-marroquíes y la guerra del Rif. Se convirtió en una persona de referencia sobre un tema hasta entonces inédito: la guerra del Rif y el Rif (norte del país africano) durante la etapa del Protectorado español (1912-1956); que luego fue ampliando a la historia y la guerra civil de Marruecos.
Era sobrina del diplomático y escritor Salvador de Madariaga.

## Obras

### Historiadora
- España y el Rif. Crónica de una historia casi olvidada (1999).[11][12][13]
- Los moros que trajo Franco. La intervención de tropas coloniales en la guerra (2002).[4]
- En el barranco del lobo: Las guerras de Marruecos (2005).[14]
- Abd el-Krim El Jatabi. La lucha por la independencia (2009).[15][16][17]
- Marruecos, ese gran desconocido. Breve historia del Protectorado español (2013).[14][18][19]

### Traductora de árabe a español
- Ammán en septiembre y otros poemas. Autoría: Tawfiq Zayyad, (Ediciones Hiperión, S. L., 1979).[20]
- Historia de nuestro barrio. Autoría: Naguib Mahfuz (M., Libertarias, 1988).
- Cuentos para contar. Autoría: Naguib Mahfuz (M., Libertarias, 1989).[21]
- Una trilogía palestina Autoría: Ghassan Kanafani; prólogo, introducción, traducción y notas de María Rosa de Madariaga (Hoja de Lata, 2015).[20]

## Documentales
Participó en documentales como:
- 2006 Los perdedores, donde visitaba a excombatientes rifeños.[22]
- 2007 El laberinto marroquí, donde señalaba las zonas bombardeadas con gases.[23]
- 2009 Arrhash (Veneno), narra cómo el ejército español, entre 1923 y 1927, bombardeó con gas mostaza la población civil del Rif.[24]
- 2010 Abdelkrim et la guerre du Rif.[25]